# Compertrix
Compertrix je francouzská obec v departementu Marne v regionu Grand Est. V roce 2013 zde žilo 1 460 obyvatel.

## Poloha
Sousední obce jsou: Coolus, Fagnières, Châlons-en-Champagne, Sarry a Villers-le-Château.

## Vývoj počtu obyvatel
Počet obyvatel